# 吴家庄站
吴家庄站是位于云南省石屏县吴家庄的一个铁路车站，邮政编码662200。车站建于1936年，有蒙宝铁路经过该站，现已废弃，不办理客货运业务，并很难找到原车站站台站房等设施，车站及其上下行区间均未电气化。车站距离蒙自站128公里，距离宝秀站15公里，隶属昆明铁路局，是五等站。